# حامد بن محمد السري
حامد بن محمد السري (1891 - 1976) شاعر وملحن. ولد في سنغافورة وانتقل في عام 1893 إلى اليمن بصحبة عائلته. واستقر في مدينة الشحر في محافظة حضرموت، مكث في الشحر خمس سنين ثم انتقل إلى تريم، وتعلم فيها علوم اللغة العربية والفقه والقرآن والحديث. سافر إلى بلدان أفريقيا وجنوب شرق آسيا داعياً إلى الإسلام. له ديوان شعر بعنوان «الغصن الطري من حدائق الفكر الثري». توفي في مالانغ بإندونيسيا بعد إصابته بمرض.

## نسبه
حامد بن محمد بن سالم بن علوي بن أحمد بن سالم بن عمر بن شيخ بن عمر بن علي السري بن عمر بن عبد الله الصالح بن هارون بن حسن بن علي بن محمد جمل الليل بن حسن المعلم بن محمد أسد الله بن حسن الترابي بن علي بن الفقيه المقدم محمد بن علي بن محمد صاحب مرباط بن علي خالع قسم بن علوي بن محمد بن علوي بن عبيد الله بن أحمد المهاجر بن عيسى بن محمد النقيب بن علي العريضي بن جعفر الصادق بن محمد الباقر بن علي زين العابدين بن الحسين السبط بن علي بن أبي طالب، وعلي زوج فاطمة بنت محمد ﷺ.
فهو الحفيد 36 لرسول الله محمد ﷺ في سلسلة نسبه.